# Józef Rostafiński
Józef Rostafiński (ur. 14 sierpnia 1850 w Warszawie, zm. 5 maja 1928 w Krakowie) – botanik, profesor Uniwersytetu Jagiellońskiego; członek PAU, pionier polskiej florystyki.

## Życiorys

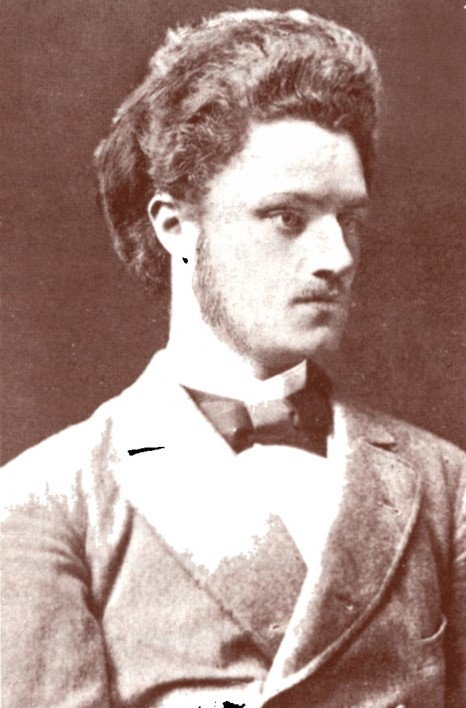
Rostafiński w młodości

Urodził się 14 sierpnia 1850 roku w Warszawie, w rodzinie Michała i Wilhelminy z Wentzlów. Już jako dziecko zainteresował się botaniką pod wpływem profesora nauk naturalnych oraz wykładowcy w Akademii Duchownej Rzymsko-Katolickiej ks. Józefa Wyszyńskiego. To z jego inspiracji w wieku 11 lat założył swoje pierwsze herbarium .

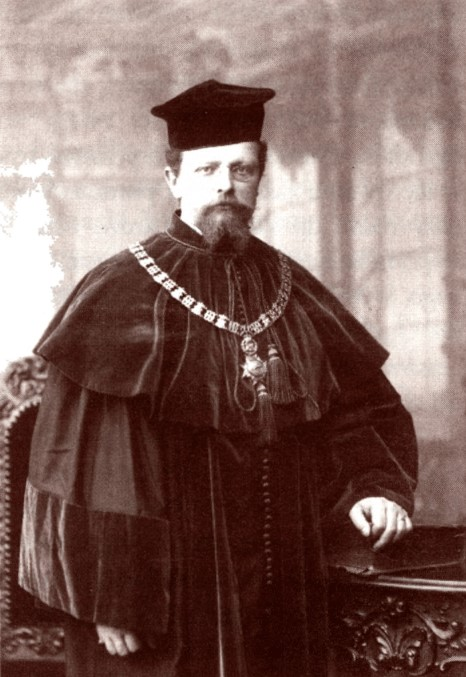
Józef Rostafiński w todze dziekana

Po ukończeniu 5-klasowej Pensji Wyższej Męskiej K. Jurkiewicza (1863) uczęszczał do II Gimnazjum w Warszawie (1863–1866). Następnie studiował nauki przyrodnicze w Szkole Głównej w Warszawie (1866–1869). Po rusyfikacji Szkoły Głównej w 1869 i przemianowaniu jej na Cesarski Uniwersytet Warszawski, kontynuował studia na uczelniach w Jenie (1869–1870), Halle (1870–1872) i Strasburgu (1872–1873), gdzie w 1873 uzyskał doktorat z filozofii, na podstawie pracy Versuch eines Systems der Mycetozoen. W latach 1874–1876 był asystentem Antona de Bary’ego na Uniwersytecie Strasburskim. Tam też w 1875 habilitował się.
Od 1876 związał się z Uniwersytetem Jagiellońskim. W 1878 otrzymał stanowisko profesora nadzwyczajnego botaniki, a jednocześnie dyrektora Ogrodu Botanicznego (do 1901). W 1882 został profesorem zwyczajnym. W latach 1884–1886 był dziekanem Wydziału Filozoficznego UJ.
Od 1877 (zatwierdzony w 1878) był członkiem korespondentem, od 1883 – członkiem czynnym Akademii Umiejętności (od 1918 Polskiej Akademii Umiejętności). Od 1873 współpracownik (od 1877 członek) Komisji Fizjograficznej AU, w latach 1890–1907 – sekretarz Wydziału Matematyczno-Przyrodniczego AU; w latach 1920–1923 dyrektor Wydziału Matematyczno-Przyrodniczego PAU.
Ponadto był członkiem wielu towarzystw naukowych krajowych, jak i zagranicznych: Polskiego Towarzystwa Botanicznego (1924 – członek honorowy), Poznańskiego Towarzystwa Przyjaciół Nauk (1885), Towarzystwa Muzeum Tatrzańskiego (1889 – członek honorowy), Towarzystwa Ogrodniczego w Krakowie (1893 – członek założyciel), Towarzystwa Przyjaciół Nauk w Wilnie (1925 – członek honorowy), Polskiego Towarzystwa Przyrodników im. Kopernika (1875 – członek założyciel), a także m.in. Botanischer Verein von Brandenburg (1871), Società Crittogenologica Italiana (1878), Società Italiana di Scienze Naturali, Société Nationale des Sciences Naturelles de Cherbourg (1874), Zoologisch-Botanische Gesellschaft in Wien (1870).
W 1910 przeszedł na wcześniejszą emeryturę. W 1919 został reaktywowany w krakowskiej uczelni jako profesor historii nauk biologicznych i botaniki oraz obdarzony tytułem profesora honorowego Uniwersytetu Jagiellońskiego (1921).
Jedna z jego książek, Przewodnik do oznaczania roślin w Polsce dziko rosnących, doczekała się 21 wydań w latach 1886–1979.
Cierpiał na arteriosklerozę. Zmarł 5 maja 1928. Został pochowany 7 maja 1928 na cmentarzu Rakowickim w Krakowie (kwatera 16-płn-po lewej Lgockich).

## Życie prywatne
Był dwukrotnie żonaty. Po raz pierwszy z Marią z Ebertów (1861–1890), z którą miał córkę Zofię (1884–1924), później siostrę zakonną zgromadzenia nazaretanek, oraz syna Jana (1882–1966), który został zootechnikiem, profesorem hodowli zwierząt SGGW w Warszawie, ojca Wojciecha Rostafińskiego. W 1895 ożenił się po raz drugi, z Marią Tomaszewską (zm. 1946), z którą miał dwie córki: Justynę Stażewską (1898–1928), malarkę zmarłą na tyfus, oraz Halinę Rostafińską-Choynowską (1897–1979), autorkę opowiadań i audycji radiowych dla dzieci.

## Ordery i odznaczenia
- Krzyż Komandorski Orderu Odrodzenia Polski (30 kwietnia 1925)[7]

## Upamiętnienie
W 1950 wmurowano w kościele św. Anny w Krakowie tablicę pamiątkową poświęconą prof. Józefowi Rostafińskiemu.
Imieniem Józefa Rostafińskiego nazwano ulice w Krakowie, Warszawie i Wrocławiu.

## Publikacje
- 1874: Śluzowce (Mycetozoa), Monografia, Pamiętnik Towarzystwa Nauk Ścisłych w Paryżu T. 5
- 1877: O podzielności jaja (Mn a ovi natura) i zapłodnieniu u morszczynów[8]
- 1887: Polska z czasów przedhistorycznych pod względem fizjograficznym[9]
- 1894: Zielnik czarodziejski to jest zbiór przesądów o roślinach, ZWAK, t. 18, s. 21[10]
- 1888: Nasza literatura botaniczna XVI w. oraz jej autorowie lub tłomacze: studyjum krytyczne[11]
- 1896: Ludzie i świat Algieru
- 1900: Średniowieczna historia naturalna w Polsce (tom 1–2)
- 1900: Medycyna na Uniwersytecie Jagiellońskim w XV wieku. Szkic źródłowy i krytyczny[12]
- 1900: Słownik polskich imion rodzajów roślin
- 1921: Początki botaniki oparte na opisie roślin. Z XVI oryginalnemi tablicami i 104 rycinami w tekście[13]
- 1921: Las, bór, puszcza, matecznik jako natura i baśń w poezji Mickiewicza[14]
- 1922: Wpływ przeżyć chłopięcych Mickiewicza na obrazy ostatnich dwu ksiąg Pana Tadeusza oraz o święceniu ziół na Matkę Boską Zielną[15]

Był także encyklopedystą. Na prośbę Zygmunta Glogera napisał do jego Encyklopedii staropolskiej hasło Rośliny miłośnicze. Jego nazwisko jako współtwórcę tej encyklopedii wymienia autor w posłowiu tomu IV .